# アネシス
株式会社アネシス（英称:ANESIS）は、東京都渋谷区渋谷に本社を置く水道修理、電話代行サービス、店舗メンテナンス等を行う企業。

## 概要
社名はギリシャ語で"安心"。給排水メンテナンスを軸としたメンテナンス事業を行っている。
顧客層は主に法人で、ハウスメーカーや飲食チェーンなど。
また、法人向けのコールセンター事業も行っている。

## 沿革
- 1989年11月 - 株式会社アネシス設立。
- 2014年4月 - 本社を東京都渋谷区に移転。
- 2022年 - 北海道営業所、中部支社、九州営業所を本社に統合。

## 事業内容
- 建物メンテナンス事業
- コールセンター運営事業

## テレビ番組
- 日経スペシャル ガイアの夜明け 「迷惑駐車は消えたか～ママさん監視員の1ヵ月～」（2006年7月11日、テレビ東京）[2] - 駐車違反監視参入を取材。

## 関連会社
- 株式会社アネシスリンク
- 株式会社アネシスアルチザン

## 外部サイト
- アネシス